# Ahron Daum

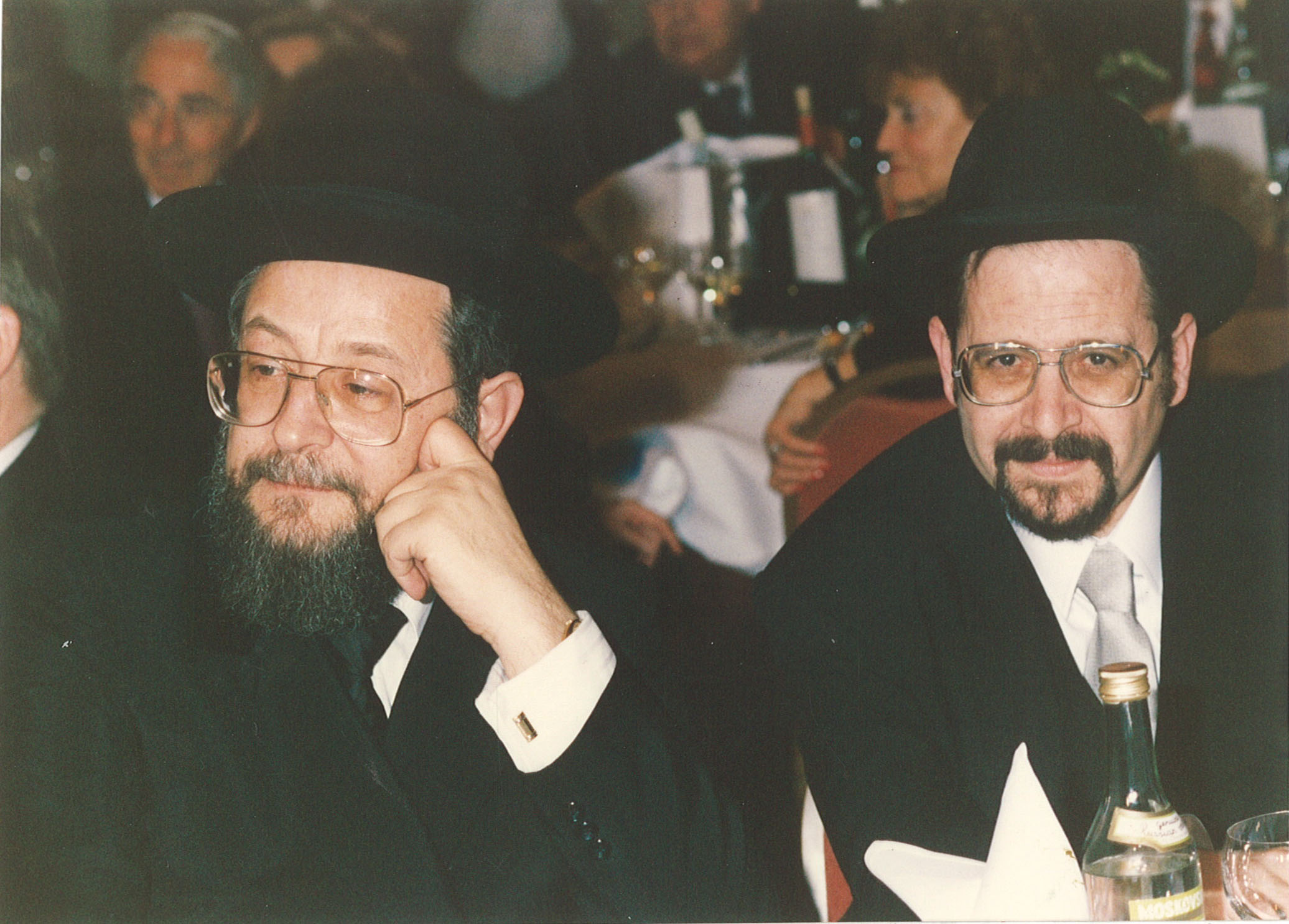
Rabbijn Ahron Daum met Israëlische opperrabbijn Israel Meir Lau

Ahron Daum (Benee Brak, 6 januari 1951 - Antwerpen, België, 27 juni 2018) was een Israëlische modern-orthodoxe rabbijn, onderwijzer en auteur. Hij was opperrabbijn van Frankfurt am Main.

## Persoonlijk leven en opleiding
Daum werd geboren in een religieus Asjkenazische familie. Zijn vader Shmuel Daum was een onderwijzer, pedagoog en schrijver, die zich inzette voor de gemeenschap, stammend uit een prominente rabbijnse familie uit Polen en Bohemen. Zijn moeder Rivka Gina Daum stamde uit een gegoede handelsfamilie uit Sopron, Hongarije. Hij heeft drie jongere broers. Zijn intensieve religieuze training begon toen hij 13 jaar oud was in de beroemde Litouws-Chassidische “Ruzhin” Jesjiva in Benee Brak. Toen hij 14 jaar oud was, vertrok hij naar Groot-Brittannië, waar hij zijn studies voortzette aan de Jesjiva Ha-Rama en later aan de bekende Zionistische Jesjiva Etz Chaim in Montreux, Zwitserland. In 1975, na het behalen van zijn baccalaureaat in Zwitserland, ging hij naar Jews’ College, Universiteit van Londen, waar hij een Bachelor’s graad haalde in Joodse Studies (met onderscheiding). Vanaf 1978 studeerde hij aan de Rabbi Isaac Elchanan Theological Seminary (RIETS '82) van Yeshiva University, New York waar hij een Master afrondde in Bijbelse Studies (met onderscheiding) en ook zijn wijding als rabbijn kreeg, persoonlijk ondertekend en overhandigd door Prof. Rabbi Joseph Soloveitchik. Hij wees het aanbod af om zijn studies voort te zetten om de titel van Dayan te behalen en keerde terug naar Europa waar hij trouwde met Francine Frenkel, met wie hij drie dochters kreeg. Hij kon Hebreeuws, Engels, Duits, Frans, Nederlands en Jiddisch spreken en hij beheerste het Aramees en Latijn passief.
Hij werd 67 jaar oud.

## Carrière als rabbijn
In 1982 begon hij zijn rabbinale carrière in Zwitserland als Rabbijn van de Joodse gemeente in de stad Biel/Bienne, een tweetalige, Frans/Duitse stad. Hij verliet deze post in 1986 om doctoraal onderzoekerer te worden aan het Christlich-Jüdische Institut in Luzern, geaffilieerd met de Theologische Faculteit van de Universiteit van Luzern, Zwitserland. In 1987 aanvaardde hij de post van Opperrabbijn van de Joodse Gemeente van Frankfurt am Main, Duitsland, destijds de grootste en meest prestigieuze Joodse gemeenschap van de Bondsrepubliek Duitsland. 
Tijdens zijn ambtsperiode vond de grote toestroom plaats van Russisch -Joodse immigranten uit de voormalige Sovjet-Unie. De eerste hulp aan deze mensen – die zich vaak in een precaire economische toestand bevonden – en de integratie van dit nieuwe grote blok binnen de bestaande Joodse gemeente werd daardoor een hoofdprioriteit van zijn beleid tijdens de vroege jaren 90. De integratie van deze groep mensen was vaak een ingewikkelde zaak, aangezien binnen de Sovjet-Unie er weinig ruimte was geweest voor een uitgesproken Joodse identiteit. Dit leidde vaak tot twijfel over de Joodse status van bepaalde mensen en tot apathie tegenover het Joodse leven. De eerste kerntaak in deze kwestie was daardoor het behandelen van deze vaak zeer moeilijke dossiers over de kwestie van de Joodse status van velen van de nieuwkomers. Ten tweede was hij een drijvende kracht achter de verbreding van het culturele en religieuze programma van de Joodse gemeente naar activiteiten die ook de nieuwe leden zouden aanspreken, zoals bijvoorbeeld Joodse cultuurdagen, concerten van Joodse muziek, excursies naar plaatsen met belangrijk Joods erfgoed (Worms, Mainz en Michelstadt) en basislessen Joodse religie. Tijdens zijn ambtsperiode in Frankfurt am Main was Rabbijn Daum tevens de president van het Beet Dien van Frankfurt. In zijn rol als president van het Beet Dien hield hij zich actief bezig met zaken als Gijoer, Kasjroet, Dien Tora en zelfs religieuze scheidingen (Gittien).
Rabbijn Daum heeft ervaring met Gijoer zowel vanuit het perspectief van een president van een religieus rabbinale rechtbank (Beet Dien), als vanuit het perspectief van een leraar en mentor. Rabbijn Daum heeft meer dan 15 jaar ervaring met het voorbereiden van niet-Joodse mensen die volgens de criteria van de Halacha wensen Joods te worden.
In 1993 trad hij om familie redenen af als Opperrabbijn en vertrok naar Antwerpen, België, waar het grootste deel van zijn familie al woonde. Daar begon hij Jodendom te onderwijzen binnen het openbare scholennet en op Joodse scholen. In 1995 aanvaardde hij een positie als lector in Joods Recht aan de Faculteit voor Vergelijkende Godsdienstwetenschappen in Wilrijk (Antwerpen), België. Als erkentelijkheid voor het onderwijs dat hij daar gaf en voor zijn werken over Halacha heeft de Faculteit hem een Professoraat Honoris Causa in Joods Recht toegekend. Vanaf 2001 begon hij ook samen met zijn vrouw een serie outreach projecten voor Joden die Ba'al tesjoewa worden, niet-Joden die geïntereerd zijn in Judaïstiek en mensen die het proces ingaan van bekering tot het Jodendom. Tegenwoordig neemt dit het merendeel van zijn tijd en werk in beslag en als deel van deze outreach activiteiten organiseert hij regelmatig, in samenwerking met het in Nederland en Israël gevestigde Shalom Centrum, studiedagen over verschillende onderwerpen op het terrein van Joodse studies.

## Publicaties
Daum schreef diverse onderwerpen op het terrein van Joodse studies. Toen hij in Zwitserland woonde schreef hij regelmatig Halachische artikelen voor het Joods Zwitsers-Duitse weekblad "Jüdische Rundschau". Gedurende zijn tijd als Opperrabbijn van Frankfurt am Main, schreef hij regelmatig artikelen voor "Die Jüdische Allgemeine" en het twee maandelijks tijdschrift "Die Gemeinde". Sinds 2010 schrijft hij een maandelijkse column voor het tijdschrift Joods Actueel, de meest wijdverbreide Joodse publicatie in België. In deze columns schrijft hij over het gehele spectrum van Joodse Studies, bijvoorbeeld zijn serie over de geschiedenis van het Jodendom sinds de Verlichting. Hij is de schrijver van twee boeken. Zijn eerste boek "Halacha aktuell" bestaat uit twee banden, geschreven in het Duits. Het behandelt Halachische problemen en onderwerpen van actueel belang, zoals die voorkomen in de Halachische literatuur en meer in het bijzonder in de Responsa. Het is het eerste in het Duits geschreven boek over deze onderwerpen in het post-Shoa tijdperk. Het ontving officiële goedkeuringen van verschillende gerenommeerde Halachische autoriteiten. Bepaalde artikelen uit het boek waren oorspronkelijk in Klassiek-Rabbijns Hebreeuws geschreven en deze zijn later afzonderlijk gepubliceerd onder de titel "Iyunim b’Halacha". Zijn tweede boek was "Die Jüdische Feiertage in Sicht der Tradition" (De Joodse Feestdagen in het Licht van de Traditie). Het is een verzameling in twee banden, een combinatie van Halachische artikelen, preken, liturgische bemerkingen, homiletische gedachten en folkloristische-humoristische verhalen, die in verband staan tot de Joodse feestdagen and Sjabbat.

## Boeken
- Halacha aktuell, Jüdische Religionsgestze und Bräuche im modernen Alltag (Haag und Herchen Verlag, Frankfurt am Main, 1992, 2 Vol., p. 387 – p. 773)
- Iyunim b’Halacha (Haag und Herchen Verlag, Frankfurt am Main, 1992, p. 93)
- Die Feiertage Israels, Die jüdischen Feiertage in er Sicht der Tradition (Herchen Verlag, Frankfurt am Main, vol. I, 1993, p. 556, vol. II, 1994, p. 557)
- "Das Aschkenasische Rabbinat : Studien über Glaube und Schicksal" (Julius Carlebach) / Die Rolle des Rabbiners in Deutschland heute (Ahron Daum)